# Microphadnus
Microphadnus — род дорожных ос (Pompilidae).

## Распространение
Палеарктика. В Европе 2 вида.

## Описание
Охотятся и откладывают яйца на пауков, которых парализуют с помощью жала. Личинки эктопаразитоиды пауков. Основание усиков расположено ближе к наличнику, чем к глазку. Коготки равномерно изогнутые. Вершина средней и задней голеней помимо шпор несёт шипы разной длины. Верх задних бедер с 1-5 предвершинными короткими прижатыми шипиками.

## Классификация
- Microphadnus insperatus Priesner, 1967 — Греция, Кипр
- Microphadnus pumilus (Costa, 1882) — Испания, Италия, Франция.